# Gmina Teslić
Gmina Teslić (serb. Општина Теслић / Opština Teslić) – gmina w Bośni i Hercegowinie, w Republice Serbskiej. W 2013 roku liczyła 37 236 mieszkańców.